# Julián Luque
Julián Luque Conde (Torrelavega, Cantabria, 27 de marzo de 1992), por lo general conocido simplemente como Luque, es un exfutbolista español que juega en el Real Unión, de la Primera División RFEF, tercera categoría del fútbol español. 

## Trayectoria
Su demarcación es la de extremo izquierdo y mediapunta. Ha sido internacional por las categorías inferiores de la selección española.
Debutó con el Real Racing Club de Santander en Primera División en la temporada 2010/11, siendo su entrenador Miguel Ángel Portugal, y finalizó jugando en 7 ocasiones en su primera temporada en el primer equipo.
En la temporada 2011/12 fue progresando y jugó 15 partidos en liga y 2 en Copa del Rey, pero nadie pudo evitar que esa temporada el Racing de Santander descendiera a Segunda División. Empezó una temporada 2012/13 en la que apenas contó para los diferentes técnicos que tuvo el Club, y que finalizaría con el descenso del club Cántabro a Segunda División B.
Justo cuando iba a empezar la temporada 2013/14, de hecho con la temporada empezada, ya que disputó unos minutos en el primer partido de liga, fue despedido por Ángel Lavin, presidente del Racing de Santander por aquel entonces, sin motivo ninguno y sin hacer caso a la opinión del jugador, que quería quedarse. Tras esto, fichó por el Sonderjyske Elitesport de la primera división danesa, en el que participó en 9 partidos marcando 1 gol, convirtiéndose en el primer jugador español en la historia de la Superliga Danesa y siendo también el primer español en marcar un gol en ella.
En enero de 2014, regresa a España y firma por el RCD Espanyol B jugando 7 partidos.
En la temporada 2014/15 sigue en el RCD Espanyol B contando con muchos minutos, 33 partidos en los que anotó 2 goles, e incluso llegó a disputar minutos con el Primer Equipo, en el partido que les enfrentaría al Real Madrid y en Copa del Rey contra el Deportivo Alavés, pese a todo esto no fue renovado.
En el verano del 2015, se encuentra sin equipo y entrenando con la RS Gimnástica de Torrelavega, pero en agosto es contratado por el CD Guijuelo.
Tras cuatro temporadas siendo una de las piezas clave del CD Guijuelo, en verano de 2019 ficha por la Cultural y Deportiva Leonesa de la Segunda División B de España.
En la temporada 2021-22, se compromete con el Zamora CF de la Primera División RFEF. El 23 de agosto de 2022, firma por el Real Unión, de la misma división, tercera categoría del fútbol español.
El 4 de agosto de 2025, el Real Racing Club de Santander anunció su contratación como director financiero. Luque, que colgó las botas en julio de 2024, había empezado a trabajar desde entonces en el club. El Diario Montañés informó de que el antiguo deportista era graduado en Administración y Dirección de Empresas por la Universidad de Salamanca, y contaba con el European Financial Advisor (EFA) y el título en Análisis y valoración sectorial IEB.

## Clubes
| Club                         | País      | Periodo   | Partidos (goles) |
| ---------------------------- | --------- | --------- | ---------------- |
| Racing B                     | España    | 2009-2011 | 20 (1)           |
| Racing                       | España    | 2011-2013 | 32 (0)           |
| SønderjyskE                  | Dinamarca | 2013-2014 | 8 (1)            |
| RCD Espanyol B               | España    | 2014-2015 | 40 (2)           |
| CD Guijuelo                  | España    | 2015-2019 | 144 (13)         |
| Cultural y Deportiva Leonesa | España    | 2019-2021 | 48 (6)           |
| Zamora CF                    | España    | 2021-2022 | 0 (0)            |
| Real Unión Club              | España    | 2022-Act. | 28 (1)           |